# Eerste nationale herenhandbal 2000/01
De eerste nationale 2000/01 was het 44e seizoen van de hoogste herendivisie in het Belgische handbal.

## Teams
| Ploeg                 | Plaats         | Provincie       |
| --------------------- | -------------- | --------------- |
| Ajax Lebbeke          | Lebbeke        | Oost-Vlaanderen |
| HC Eynatten           | Eynatten       | Luik            |
| Initia HC Hasselt     | Hasselt        | Limburg         |
| HC Herstal-Liège      | Herstal - Luik | Luik            |
| Sporting Neerpelt     | Neerpelt       | Limburg         |
| OLSE Merksem          | Merksem        | Antwerpen       |
| KV Sasja HC           | Hoboken        | Antwerpen       |
| HC Elckerlyc Tongeren | Tongeren       | Limburg         |
| Union Beynoise        | Beyne-Heusay   | Luik            |
| HK Waasmunster        | Waasmunster    | Oost-Vlaanderen |

## Reguliere competitie
| Pos | Club                  | Wed | W  | G | V  | Ptn | DT  | DV  | +/− | Opmerking                |
| --- | --------------------- | --- | -- | - | -- | --- | --- | --- | --- | ------------------------ |
| 1   | Union Beynoise        | 18  | 15 | 1 | 2  | 31  | 422 | 359 | 63  | Geplaatst voor play-offs |
| 2   | Initia HC Hasselt     | 18  | 14 | 1 | 3  | 29  | 468 | 373 | 95  | Geplaatst voor play-offs |
| 3   | HC Eynatten           | 18  | 14 | 0 | 4  | 28  | 419 | 343 | 76  | Geplaatst voor play-offs |
| 4   | HC Elckerlyc Tongeren | 18  | 10 | 1 | 7  | 21  | 396 | 360 | 36  | Geplaatst voor play-offs |
| 5   | HC Herstal-Liège      | 18  | 9  | 1 | 8  | 19  | 450 | 405 | 45  | Geplaatst voor play-offs |
| 6   | Sporting Neerpelt     | 18  | 8  | 1 | 9  | 17  | 391 | 388 | 3   | Geplaatst voor play-offs |
| 7   | KV Sasja HC           | 18  | 6  | 2 | 10 | 14  | 389 | 413 | -24 | Geplaatst voor play-down |
| 8   | OLSE Merksem          | 18  | 4  | 0 | 14 | 8   | 376 | 359 | 17  | Geplaatst voor play-down |
| 9   | Ajax Lebbeke          | 18  | 3  | 1 | 14 | 7   | 328 | 419 | -91 | Geplaatst voor play-down |
| 10  | HK Waasmunster        | 18  | 3  | 0 | 15 | 6   | 305 | 391 | -86 | Geplaatst voor play-down |

## Nacompetitie

### Play-down
| Pos | Club           | Wed | W | G | V | Ptn | DT  | DV  | +/− | BP | Opmerking                           |
| --- | -------------- | --- | - | - | - | --- | --- | --- | --- | -- | ----------------------------------- |
| 1   | KV Sasja HC    | 6   | 5 | 0 | 1 | 14  | 175 | 143 | 32  | +4 |                                     |
| 2   | Ajax Lebbeke   | 6   | 2 | 1 | 3 | 7   | 136 | 140 | -4  | +2 |                                     |
| 3   | OLSE Merksem   | 6   | 2 | 0 | 4 | 7   | 129 | 141 | -12 | +3 |                                     |
| 4   | HK Waasmunster | 6   | 2 | 1 | 3 | 6   | 129 | 145 | -16 | +1 | Degradeert naar de tweede nationale |

### Play-offs

#### Groep A
| Pos | Club             | Wed | W | G | V | Ptn | DV  | DT  | +/− | BP | Opmerking                       |
| --- | ---------------- | --- | - | - | - | --- | --- | --- | --- | -- | ------------------------------- |
| 1   | HC Eynatten      | 4   | 4 | 0 | 0 | 10  | 88  | 66  | 22  | +2 | Geplaatst voor de Best of Three |
| 2   | Union Beynoise   | 4   | 2 | 0 | 2 | 7   | 104 | 76  | 28  | +3 |                                 |
| 3   | HC Herstal-Liège | 4   | 0 | 0 | 4 | 1   | 73  | 123 | -50 | +1 |                                 |

#### Groep B
| Pos | Club                  | Ptn | Wed | W | G | V | DV | DT | +/− | BP | Opmerking                       |
| --- | --------------------- | --- | --- | - | - | - | -- | -- | --- | -- | ------------------------------- |
| 1   | Initia HC Hasselt     | 9   | 4   | 3 | 0 | 1 | 88 | 74 | 14  | +3 | Geplaatst voor de Best of Three |
| 2   | Sporting Neerpelt     | 5   | 4   | 2 | 0 | 2 | 80 | 84 | -4  | +1 |                                 |
| 3   | HC Elckerlyc Tongeren | 4   | 4   | 1 | 0 | 3 | 82 | 92 | -10 | +2 |                                 |

### Rangschikking wedstrijden

#### 5e en 6e plaats
| HC Elckerlyc Tongeren | 23 - 22 | HC Herstal-Liège |

#### 3e en 4e plaats
| Union Beynoise | 26 - 29 | Sporting Neerpelt |

### Best of Three
| 11 mei 2001 | HC Eynatten       | 25 - 17 | Initia HC Hasselt | Sporthalle Eynatten, Eynatten |
| 11 mei 2001 | Jacobs, Kryskow 6 | (11-11) | 6 Dewit, Delpire  | Sporthalle Eynatten, Eynatten |
| 11 mei 2001 |                   |         |                   | Sporthalle Eynatten, Eynatten |

| 19 mei 2001 | Initia HC Hasselt | 18 - 22 | HC Eynatten          | Alverberg, Hasselt |
| 19 mei 2001 | Delpire 8         | (11-6)  | 5 Eussen, Schuransky | Alverberg, Hasselt |
| 19 mei 2001 |                   |         |                      | Alverberg, Hasselt |

|             |
| HC EYNATTEN |
| 2de titel   |

1957/58 · 1958/59 · 1959/60 · 1960/61 · 1961/62 · 1962/63 · 1963/64 · 1964/65 · 1965/66 · 1966/67 · 1967/68 · 1968/69 · 1969/70 · 1970/71 · 1971/72 · 1972/73 · 1973/74 · 1974/75 · 1975/76 · 1976/77 · 1977/78 · 1978/79 · 1979/80 · 1980/81 · 1981/82 · 1982/83 · 1983/84 · 1984/85 · 1985/86 · 1986/87 · 1987/88 · 1988/89 · 1989/90 · 1990/91 · 1991/92 · 1992/93 · 1993/94 · 1994/95 · 1995/96 · 1996/97 · 1997/98 · 1998/99 · 1999/00 · 2000/01 · 2001/02 · 2002/03 · 2003/04 · 2004/05 · 2005/06 · 2006/07 · 2007/08 · 2008/09 · 2009/10 · 2010/11 · 2011/12 · 2012/13 · 2013/14 · 2014/15 · 2015/16 · 2016/17 · 2017/18 · 2018/19 · 2019/20 · 2020/21 · 2021/22 · 2022/23 · 2023/24 · 2024/25 ·